# Thecla infrequens
Thecla infrequens är en fjärilsart som beskrevs av Archibald C. Weeks 1901. Thecla infrequens ingår i släktet Thecla och familjen juvelvingar. Inga underarter finns listade i Catalogue of Life.

## Bildgalleri

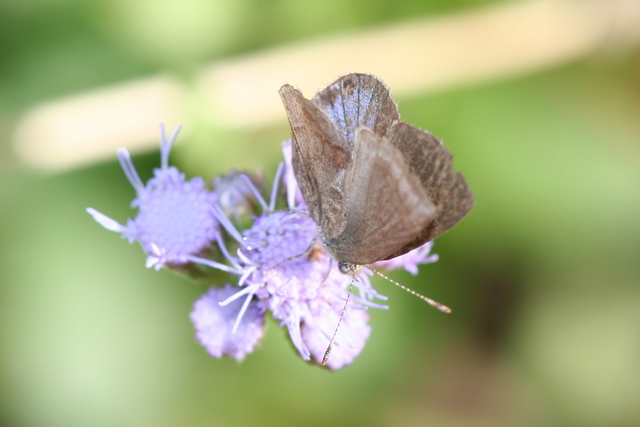
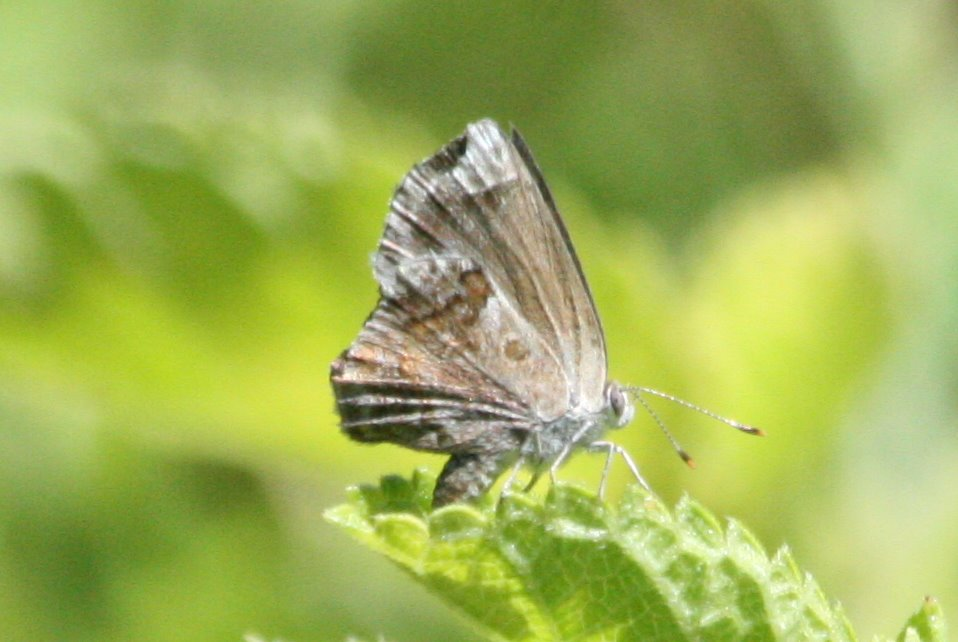